# Возьменка
Возьменка — река в Тверской области России, приток Берёзы (бассейн Западной Двины). Длина реки составляет 8,1 км.
Протекает по территории Мостовского сельского поселения Оленинского района. Берёт начало в 1,2 км к западу от деревни Меженинка на высоте приблизительно 250 метров над уровнем моря. Течет в южном направлении. Впадает в Берёзу справа на высоте 198 метров над уровнем моря.
На берегу реки расположены населённые пункты Ямное, Гришино, Маслаково, Мирный.